# 尾叶越桔
尾叶越桔（学名：Vaccinium dunalianum var. urophyllum）为杜鹃花科越橘屬下的一个变种。

## 扩展阅读
- 維基物種上的相關：尾叶越桔